# Makur Maker
Makur Maker (Nairobi, Kenia; 4 de noviembre de 2000) es un baloncestista con doble macionalidad sursudanesa y australiana, que pertenece a la plantilla del Al-Ittihad Jeddah de la SBL saudí. Con 2,08 metros de estatura, juega en la posición de pívot. Es primo del también jugador profesional Thon Maker.

## Primeros años
Maker nació en Nairobi, Kenia, de padres sursudaneses y emigró a Perth, Australia Occidental, cuando tenía un año. Antes de centrarse en el baloncesto, se interesó principalmente por el fútbol como delantero y, a menudo, jugaba fútbol playa con sus amigos. Jugó para el club de fútbol Quinns junto a sus hermanos mayores. Asistió a la Escuela Primaria Católica St. Andrews y se unió al Colegio Católico Irene McCormack para la escuela secundaria. Se sintió atraído por el baloncesto en parte debido a su altura excepcional.
En 2015, Maker se mudó a los Estados Unidos y se matriculó en su primer año en la Escuela Preparatoria Chaminade College en West Hills, Los Ángeles.

## Trayectoria deportiva

### Universidad
Fue reclutado por los Bison de la Universidad Howard, pero después de jugar en los dos primeros partidos oficiales, fue descartado indefinidamente el 28 de noviembre de 2020 debido a una lesión en la ingle sufrida en los entrenamientos de pretemporada. En esos dos partidos promedió 11,5 puntos, 6,0 rebotes, 2,0 asistencias y 1,0 tapones.

#### Estadísticas
| Año     | Equipo | PJ | PT | MPP  | %TC  | %3P  | %TL  | RPP | APP | ROB | TPP | PPP  |
| ------- | ------ | -- | -- | ---- | ---- | ---- | ---- | --- | --- | --- | --- | ---- |
| 2020–21 | Howard | 2  | 2  | 24.0 | .500 | .000 | .900 | 6.0 | 2.0 | .0  | 1.0 | 11.5 |

### Profesional
El 21 de agosto de 2021 firmó con los Sydney Kings de la NBL Australia un contrato Next Stars, fruto de la colaboración entre la liga australiana y la NBA para el desarrollo de futuras estrellas. Allí jugó una temporada, en la que promedió 7,7 puntos y 5,2 rebotes por partido, ayudando a su equipo a conseguir el título de liga.
El 10 de agosto de 2022, tras disputar las Ligas de verano de la NBA con Chicago Bulls, firmó contrato con los Washington Wizards. El 12 de octubre fue cortado por los Wizards, convirtiéndose dos días después en agente libre. Finalmente, el 4 de noviembre, firma con los Capital City Go-Go de la G League.
El 1 de octubre de 2023, firma con Toronto Raptors, pero fue cortado el 20 de octubre sin llegar a debutar. Diez días después se unió a su filial en la G League, los Raptors 905.
El 9 de septiembre de 2024 firmó con Al-Ittihad Jeddah de la  Saudi Basketball League.